# Великобуялицька сільська територіальна громада
Великобуялицька сільська територіальна громада — територіальна громада у Березівському районі Одеської області в Україні. Адміністративний центр — село Великий Буялик.
Рішення про утворення громади були прийнято 13 серпня 2018 року. До новоствореної громади увійшли Великобуялицька сільська рада і Петрівська селищна рада Іванівського району. Перші вибори відбулися 30 червня 2019 року.

## Населені пункти
До складу громади входять 3 населені пункти — селище Буялик, села Великий Буялик та Улянівка.
Староста селища Буялик і села Улянівка:Єргієв Юрій Іванович